# Абиф, Флоренсия
Флоренсия Мартина Абиф (исп. Florencia Martina Habif, родилась 22 августа 1993 года в Буэнос-Айресе) — аргентинская хоккеистка на траве, защитник нидерландского клуба «Пиноке» и сборной Аргентины. Серебряный призёр летних Олимпийских игр 2012 года, трёхкратная победительница Трофея чемпионов, чемпионка Мировой лиги 2014/2015, вице-чемпионка летних юношеских Олимпийских игр 2010. Отмечена наградами со стороны министерства спорта Аргентины.

## Спортивная карьера
Флоренсия начала играть в хоккей в клубе ГЕБА в возрасте 4 года. В юниорскую сборную Аргентины прошла в возрасте 17 лет, в составе которой выиграла юниорский чемпионат Южной Америки в Монтевидео, благодаря чему сборная Аргентины пробилась на юношескую Олимпиаду в Сингапуре: там Флоренсия стала серебряным призёром. В составе основной сборной 19-летняя Флоренсия отправилась на Олимпийские игры 2012 года в Лондоне, став самым юным игроком той сборной и получив серебряные медали. Также в составе сборной Аргентины Флоренсия стала трижды победительницей Трофея чемпионов, выиграла Мировую лигу в сезоне 2014/2015, бронзовую медаль чемпионата мира 2014 года и Панамериканский кубок 2013 года.
Из личных наград выделяются приз лучшего игрока Панамериканского юниорского чемпионата по хоккею на траве 2012 года, премия «Revelación de Oro» от газеты Clarín в 2012 году и приз лучшего молодого игрока мира по версии ФИХ в 2014 году.

## Семья
Старшая сестра Флоренсии, Агустина, также играет в хоккей на траве и входит в олимпийскую сборную Аргентины.